# 草原鹿
草原鹿（Ozotoceros bezoarticus），又名南美草原鹿，是南美洲的一種鹿。牠們分佈在阿根廷、玻利維亞、巴西、烏拉圭及巴拉圭。
草原鹿只棲息在遼闊的環境，尤其是潘帕斯平原及喜拉多。牠們呈褐色，雄鹿的鹿角纖幼，只有兩或三個分杈。牠們的蹄上有嗅腺，可以用來劃定地盤。幼鹿有斑點。
草原鹿是瀕危物種，受到過度放牧所影響。